# Max en de Maximonsters
Max en de Maximonsters (oorspronkelijke titel:  Where the Wild Things Are) is een prentenboek van de Amerikaanse kinderboekenschrijver en -illustrator Maurice Sendak. Het originele verhaal werd in de Verenigde Staten uitgegeven  door Harper & Row. De Nederlandse vertaling verscheen in 1968 en werd uitgegeven door Uitgeverij Lemniscaat. 
Hoewel het verhaal in slechts tien zinnen met in totaal 338 woorden wordt verteld, is het boek zeer bekend geworden. Het wordt tegenwoordig gerekend tot de klassieke Amerikaanse prentenboeken.

## Verhaal
Het verhaal gaat over de gefantaseerde avonturen van het jongetje Max, die van zijn moeder voor straf zonder eten vroeg naar bed moet. Tijdens zijn fantasiereis vaart Max eerst vanuit zijn kamertje in een klein bootje de zee over. Op een verafgelegen eiland ontmoet hij de Maximonsters, die hem tot onverschrokken koning uitroepen. Uiteindelijk krijgt Max heimwee en hij vaart weer terug naar huis, hoewel de monsters heel graag willen dat hij bij hen blijft. 

## Bewerking
In 1980 ging in Brussel de kinderopera Where the Wild Things Are van de Britse componist Oliver Knussen in première. In 2009 werd het boek ook door Spike Jonze verfilmd, onder dezelfde Engelse titel.